# Kestilä
Kestilä là một đô thị của Phần Lan. Đô thị này nằm ở tỉnh Oulu trong vùng Bắc Ostrobothnia.
Được thành lập vào năm 1867, dân số là 1.587 người vào thời điểm năm 30/6/2008. Đô thị này có diện tích 606,53 km2 (234,18 dặm vuông Anh) trong đó có 5,09 km2 (1,97 dặm vuông Anh) là diện tích mặt nước. Mật độ dân số là 2.64 người trên mỗi km².
Đô thị này chỉ sử dụng tiếng Phần Lan.
Đô thị này sẽ được hợp nhất với Piippola, Pulkkila và Rantsila ngày 1 tháng 1 năm 2009 để lập đô thị mới Siikalatva.